# NGC 230
NGC 230 је спирална галаксија у сазвежђу Кит која се налази на NGC листи објеката дубоког неба.
Деклинација објекта је - 23° 37' 44" а ректасцензија 0h 42m 27,0s. Привидна величина (магнитуда) објекта NGC 230 износи 14,7 а фотографска магнитуда 15,6. NGC 230 је још познат и под ознакама ESO 474-14, MCG -4-2-37, AM 0040-234, IRAS 00399-2354, PGC 2539.